# Abborrtjärnen (Grythyttans socken, Västmanland, 661317-142641)
Abborrtjärnen är en sjö i Hällefors kommun i Västmanland och ingår i Göta älvs huvudavrinningsområde.